# Mayerthorpe
Mayerthorpe är en ort i Kanada.   Den ligger i provinsen Alberta, i den centrala delen av landet, 2 900 km väster om huvudstaden Ottawa. Mayerthorpe ligger 716 meter över havet och antalet invånare är 1 651.
Terrängen runt Mayerthorpe är platt, och sluttar österut. Runt Mayerthorpe är det mycket glesbefolkat, med 3 invånare per kvadratkilometer.. Det finns inga andra samhällen i närheten.
Trakten runt Mayerthorpe består till största delen av jordbruksmark.